# Otto Dresel

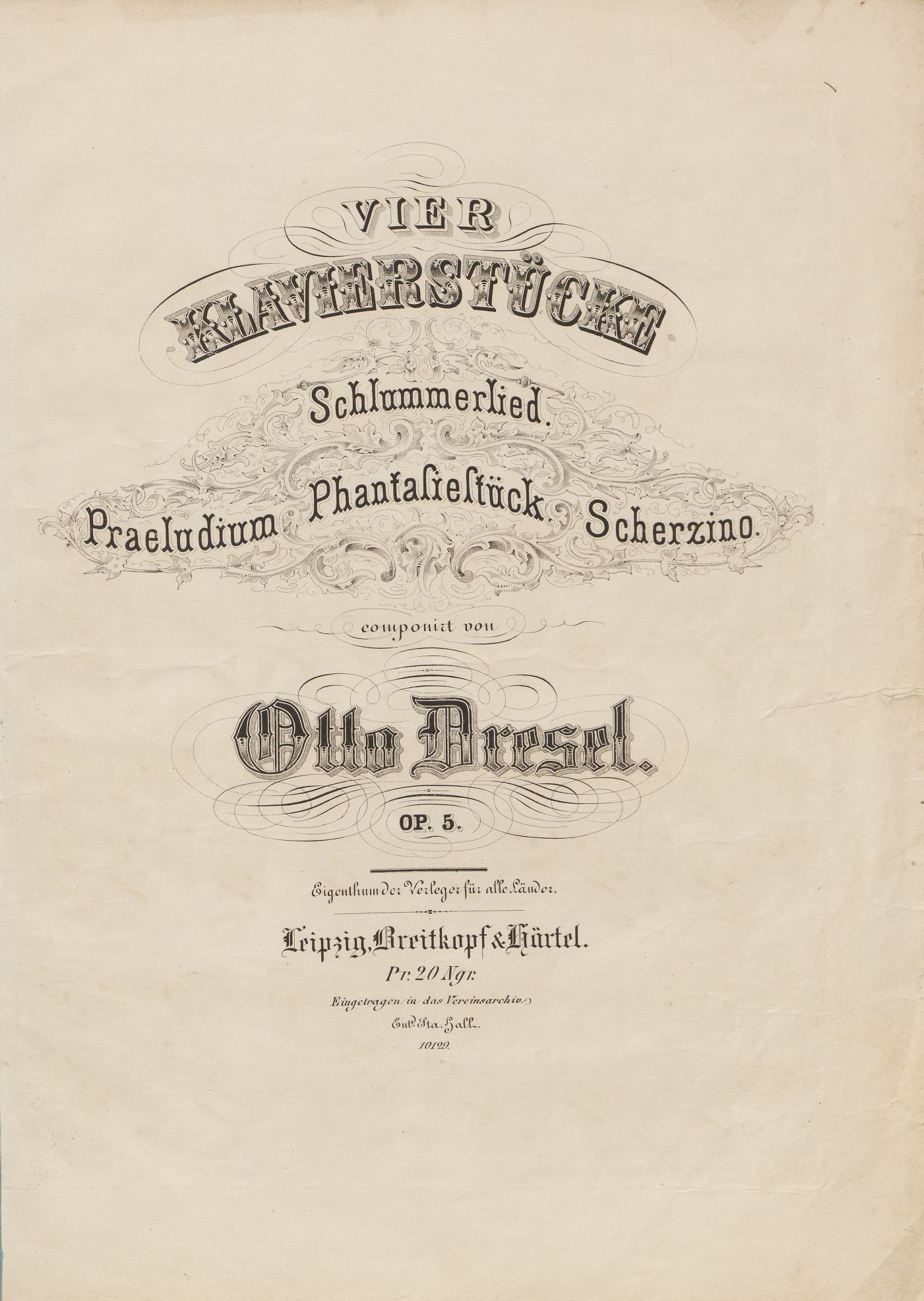
Vier Klavierstücke (1861), Otto Dresel

Otto Dresel (Andernach, 1826 - Boston, Estats Units, 1890) fou un pianista i compositor alemany.
Va estudiar piano amb Ferdinand Hiller i Felix Mendelssohn-Barhtoldy. El 1848 va participar en la revolució alemanya de març, el que li va causar dificultats. El mateix any va emigrar cap als Estats Units on va actuar diversos anys com a concertista i compositor a Nova York. El 1852 es va instal·lar a Boston. Hi contribuí en gran manera a popularitzar la música de cambra alemanya, tant com a executant com a editor d'obres d'aquest gènere, curosament revisades i digitades.
Va compondre diversos concerts quartets, sonates i lieder d'un accentuat sentiment romàntic.